# Ordynacja Łohojska Tyszkiewiczów
Ordynacja Łohojska – pierwsza ordynacja rodowa Tyszkiewiczów ustanowiona w Łohojsku 8 kwietnia 1567, potwierdzona 20 sierpnia 1567. Założona została w formie majoratu przez Wasyla dla jego syna Juria; przetrwała jednak tylko do 1603, po czym dobra zostały rozdzielone przez jego synów: Teodora Fryderyka, Marcina, Piotra, Eustachego, Aleksandra.